# アメリカ (バンド)
アメリカ（英語: America）は、イギリスで結成されたバンド。

## 略歴
ジェリー・ベックリー、デューイ・バネル、ダン・ピークの3人によりロンドンで結成され、1971年にアルバム『アメリカ』でデビュー。3人とも父親はロンドンに駐留するアメリカの軍人であり、アメリカンスクールでの仲間だった。ダン・ピークは1977年に脱退、2011年に死去している。
1972年にシングル「名前のない馬」を発売し、Billboard Hot 100で第1位を獲得。第15回グラミー賞の最優秀新人賞を受賞した。同年にロサンゼルスに活動拠点を移す。その後も「アイ・ニード・ユー」「ヴェンチュラ・ハイウェイ」「魔法のロボット」「ロンリー・ピープル」「金色の髪の少女」「ひなぎくのジェーン」「カリフォルニア・ドリーミング」、ラス・バラードの作による「風のマジック」といったヒット曲を送り出した。
爽やかなコーラスとノスタルジックなメロディーを生かした素朴なサウンドは、当時すでに人気を確立していたクロスビー、スティルス、ナッシュ&ヤングと比較されることが多かった。

## ディスコグラフィ

### スタジオ・アルバム
- 1971年  America (US #1)
- 1972年  Homecoming (US #9)
- 1973年  Hat Trick (US #28)
- 1974年  Holiday (US #3)
- 1975年  Hearts (US #4)
- 1976年  Hideaway (US #11)
- 1977年  Harbor (US #21)
- 1979年  Silent Letter (US #110)
- 1980年  Alibi (US #142)
- 1982年  View From The Ground (US #41)
- 1983年  Your Move (US #81)
- 1984年  Perspective (US #186)
- 1994年  Hourglass
- 1998年  Human Nature
- 2007年  Here & Now（US #52)
- 2011年  Back Pages
- 2015年  Lost & Found

### ライブ・アルバム
- 1977年  Live (US #127)
- 1985年  In Concert
- 1995年  Horse with No Name
- 1995年  In Concert (King Biscuit)
- 2002年  The Grand Cayman Concert
- 2008年  Live in Concert: Wildwood Springs

### コンピレーション・アルバム
- 1975年  America's Greatest Hits (US #3)
- 1991年  Encore: More Greatest Hits
- 1996年  King Biscuit Flower Hour
- 2000年  Highway: 30 Years Of America
- 2001年  The Definitive America
- 2001年  Complete Greatest Hits (US #152)

### シングル
※日本国内発売のみ
| 発売日        | 邦題                                                | 原題                                                        | 規格品番  |
| ------------- | --------------------------------------------------- | ----------------------------------------------------------- | --------- |
| 1972年4月25日 | 名前のない馬 b/w カリフォルニアの仲間               | A Horse With No Name b/w Everyone I Meet Is From California | P-1118W   |
| 1972年7月25日 | アイ・ニード・ユー b/w 川のほとりで                 | I Need You b/w Riverside                                    | P-1141W   |
| 1972年9月19日 | ヴェンチュラ・ハイウェイ b/w サタンの夜             | Ventura Highway b/w Saturn Night                            | P-1177W   |
| 1974年        | 魔法のロボット b/w イン・ザ・カントリー             | Tin Man b/w In The Country                                  | P-1334W   |
| 1974年        | シンプル・ライフ b/w ロンリー・ピープル             | Simple Life b/w Lonely People                               | P-1354W   |
| 1975年6月25日 | 金色の髪の少女 b/w ミッドナイト                     | Sister Golden Hair b/w Midnight                             | P-1374W   |
| 1975年        | ひなぎくのジェーン b/w 希望の明日                   | Daisy Jane b/w Tomorrow                                     | P-1414W   |
| 1976年        | 今日がその日 b/w ハイダウェイ・パートⅡ              | Today's The Day b/w Hideaway PartⅡ                          | P-18W     |
| 1979年5月25日 | カリフォルニア・ドリーミング b/w ブラザーズ・テーマ | California Dreaming b/w Brother's There (Instrumental)      | VIP-2733  |
| 1982年9月21日 | 風のマジック b/w イーヴン・ザ・スコア               | You Can Do Magic b/w Even The Score                         | ECS-17268 |

## 日本公演
- 1976年
7月20日 日本武道館
7月21日 大阪フェスティバルホール
7月22日 大阪フェスティバルホール
7月23日 福岡スポーツセンター
- 1992年
4月5日 神奈川県民ホール
4月11日 東京簡易保険会館
4月12日 東京簡易保険会館
- 1998年
5月12日 名古屋公演
- 2012年

ビーチ・ボーイズ日本公演ゲストアクト
- 8月16日 QVCマリンフィールド
8月17日 大阪市中央体育館
8月19日 日本ガイシホール